# Amauris bumilleri
Amauris bumilleri is een vlinder uit de familie Nymphalidae. De wetenschappelijke naam van de soort is in 1896 voor het eerst geldig gepubliceerd door Hermann Lanz.